# Campeonato Mundial de Atletismo Júnior de 2006
O Campeonato Mundial de Atletismo Júnior de 2006 foi a 11ª edição do Campeonato Mundial de Atletismo Júnior. Foi realizado de 15 a 20 de agosto no Chaoyang Sports Center em Pequim, capital da República Popular da China.
O campeonato foi dominado pelo país-sede e pelo Quênia. Os Estados Unidos mostraram quase um domínio quase completo nas provas de revezamento. A Estônia ganhou quatro medalhas de ouro, que representaram suas primeiras medalhas no Campeonato Mundial Júnior.

## Resultados

### Masculino
| Evento                 | Ouro                                                                             | Ouro        | Prata                                                                           | Prata       | Bronze                                                                                       | Bronze      |
| ---------------------- | -------------------------------------------------------------------------------- | ----------- | ------------------------------------------------------------------------------- | ----------- | -------------------------------------------------------------------------------------------- | ----------- |
| 100 m                  | Harry Aikines-Aryeetey · Grã-Bretanha                                            | 10.37 SB    | Justyn Warner · Canadá                                                          | 10.39       | Yohan Blake · Jamaica                                                                        | 10.42       |
| 200 m                  | Marek Niit · Estónia                                                             | 20.96 NJ    | Bryan Barnett · Canadá                                                          | 21.00       | Alexander Nelson · Grã-Bretanha                                                              | 21.14       |
| 400 m                  | Renny Quow · Trindade e Tobago                                                   | 45.74 PB    | Justin Oliver · Estados Unidos                                                  | 45.78 PB    | Martyn Rooney · Grã-Bretanha                                                                 | 45.87       |
| 800 m                  | David Rudisha · Quénia                                                           | 1:47.40     | Jackson Kivuna · Quénia                                                         | 1:47.64     | Abraham Chepkirwok · Uganda                                                                  | 1:47.79     |
| 1500 m                 | Remmy Ndiwa · Quénia                                                             | 3:40.44 SB  | Abdelati Iguider · Marrocos                                                     | 3:40.73     | Belal Mansoor Ali · Bahrein                                                                  | 3:41.36     |
| 5000 m                 | Tariku Bekele · Etiópia                                                          | 13:31.34    | Abreham Cherkos Feleke · Etiópia                                                | 13:35.95    | Joseph Ebuya · Quénia                                                                        | 13:42.93    |
| 10 000 m               | Ibrahim Jeilan · Etiópia                                                         | 28:53.29    | Joseph Ebuya · Quénia                                                           | 28:53.46 PB | Aadam Ismaeel Khamis · Bahrein                                                               | 28:54.30 NJ |
| 110 m B 99.0 cm        | Artur Noga · Polónia                                                             | 13.23 CR    | Samuel Coco-Viloin · França                                                     | 13.35 NJ    | Konstadinos Douvalidis · Grécia                                                              | 13.39 NJ    |
| 400 m B                | Chris Carter · Estados Unidos                                                    | 50.08       | Bandar Shraheli · Arábia Saudita                                                | 50.34 PB    | Stanislav Melnykov · Ucrânia                                                                 | 50.43 PB    |
| 3000 m Obs.            | Willy Komen · Quénia                                                             | 8:14.00 CR  | Bisluke Kiplagat · Quénia                                                       | 8:18.11 PB  | Abdelghani Aït Bahmad · Marrocos                                                             | 8:20.05 NJ  |
| Marcha atlética 10 km  | Bo Xiangdong · China                                                             | 42:50.26    | Huang Zhengyu · China                                                           | 43:13.29 PB | Yusuke Suzuki · Japão                                                                        | 43:45.62    |
| 4 x 100 metros         | Jamaica · Winston Barnes · Remaldo Rose · Cawayne Jervis · Yohan Blake           | 39.05 WJL   | Estados Unidos · Evander Wells · Gordon McKenzie · Willie Perry · Brandon Myers | 39.21 SB    | Reino Unido · Rion Pierre · Alexander Nelson · Wade Bennett-Jackson · Harry Aikines-Aryeetey | 39.24 SB    |
| 4 x 400 metros         | Estados Unidos · Quentin Summers · Justin Oliver · Bryshon Nellum · Chris Carter | 3:03.76 WJL | Rússia · Maksim Dyldin · Dmitriy Buryak · Vyacheslav Sakaev · Anton Kokorin     | 3:05.13 NJ  | Reino Unido · Chris Clarke · Grant Baker · Kris Robertson · Martyn Rooney                    | 3:05.49 SB  |
| Salto em altura        | Huang Haiqiang · China                                                           | 2.32 WJL    | Niki Palli · Israel                                                             | 2.29        | Bohdan Bondarenko · Ucrânia                                                                  | 2.26 PB     |
| Salto com vara         | Germán Chiaraviglio · Argentina                                                  | 5.71 CR     | Yang Yansheng · China                                                           | 5.54 PB     | Leonid Kivalov · Rússia                                                                      | 5.42        |
| Salto em distância     | Robert Crowther · Austrália                                                      | 8.00 AJ     | Antone Belt · Estados Unidos                                                    | 7.95 PB     | Zhang Xiaoyi · China                                                                         | 7.86        |
| Salto triplo           | Benjamin Compaoré · França                                                       | 16.61 WJL   | Hugo Chila · Equador                                                            | 16.49       | Zhong Minwei · China                                                                         | 16.29       |
| Arremesso de peso 6 kg | Margus Hunt · Estónia                                                            | 20.53 WJL   | Mostafa Abdul El-Moaty · Egito                                                  | 20.14       | Guo Yanxiang · China                                                                         | 19.97       |
| Disco 1,75 kg          | Margus Hunt · Estónia                                                            | 67.32 WJ    | Mohammad Samimi · Irã                                                           | 63.00 NJ    | Martin Wierig · Alemanha                                                                     | 62.17 PB    |
| Martelo 6 kg           | Yevgeniy Aydamirov · Rússia                                                      | 78.42 CR    | Kristóf Németh · Hungria                                                        | 78.39       | Marcel Lomnický · Eslováquia                                                                 | 77.06 NJ    |
| Dardo                  | John Robert Oosthuizen · África do Sul                                           | 83.07 CR    | Ari Mannio · Finlândia                                                          | 77.26       | Roman Avramenko · Ucrânia                                                                    | 76.01 PB    |
| Decatlo                | Arkadiy Vasilyev · Rússia                                                        | 8059        | Yordanis García · Cuba                                                          | 7850        | Jordan Vandermade · Nova Zelândia                                                            | 7807        |

### Feminino
| Evento                | Ouro                                                                                | Ouro        | Prata                                                                   | Prata       | Bronze                                                                             | Bronze      |
| --------------------- | ----------------------------------------------------------------------------------- | ----------- | ----------------------------------------------------------------------- | ----------- | ---------------------------------------------------------------------------------- | ----------- |
| 100 m                 | Tezdzhan Naimova · Bulgária                                                         | 11.28       | Gabby Mayo · Estados Unidos                                             | 11.42       | Carrie Russell · Jamaica                                                           | 11.42       |
| 200 m                 | Tezdzhan Naimova · Bulgária                                                         | 22.99 PB    | Vanda Gomes · Brasil                                                    | 23.59 SB    | Ewelina Klocek · Polónia                                                           | 23.63 PB    |
| 400 m                 | Danijela Grgić · Croácia                                                            | 50.78 WJL   | Sonita Sutherland · Jamaica                                             | 51.42       | Nawal El Jack · Sudão                                                              | 51.67 SB    |
| 800 m                 | Olga Cristea · Moldávia                                                             | 2:04.52 SB  | Winny Chebet · Quénia                                                   | 2:04.59 PB  | Rebekah Noble · Estados Unidos                                                     | 2:04.90     |
| 1500 m                | Irene Jelagat · Quénia                                                              | 4:08.88 PB  | Mercy Kosgei · Quénia                                                   | 4:12.48     | Yuriko Kobayashi · Japão                                                           | 4:12.88     |
| 3000 m                | Veronica Wanjiru · Quénia                                                           | 9:02.90 SB  | Pauline Korikwiang · Quénia                                             | 9:05.21     | Song Liwei · China                                                                 | 9:06.35 PB  |
| 5000 m                | Xue Fei · China                                                                     | 15:31.61 PB | Florence Kiplagat · Quénia                                              | 15:32.34 PB | Mary Ngugi · Quénia                                                                | 15:36.82 PB |
| 3000 m Obs.           | Caroline Tuigong · Quénia                                                           | 9:40.95 CR  | Ancuţa Bobocel · Roménia                                                | 9:46.19 AJR | Mekdes Bekele Tadese · Etiópia                                                     | 9:48.67     |
| 100 m B               | Yekaterina Shtepa · Rússia                                                          | 13.33 WJL   | Christina Vukicevic · Noruega                                           | 13.34 NJ    | Tiffany Ofili · Estados Unidos                                                     | 13.37 PB    |
| 400 m B               | Kaliese Spencer · Jamaica                                                           | 55.11 WJL   | Nicole Leach · Estados Unidos                                           | 55.55       | Sherene Pinnock · Jamaica                                                          | 56.67 PB    |
| Marcha atlética 10 km | Liu Hong · China                                                                    | 45:12.84 PB | Tatyana Shemyakina · Rússia                                             | 45:34.41    | Anamaria Greceanu · Roménia                                                        | 46:45.67 PB |
| 4 x 100 metros        | Estados Unidos · Jeneba Tarmoh · Alexandria Anderson · Elizabeth Olear · Gabby Mayo | 43.49       | França · Johanna Danois · Emilie Gaydu · Joellie Baflan · Céline Distel | 44.20       | Jamaica · Naffene Briscoe · Anasthasia Leroy · Carrie Russell · Schillonie Calvert | 44.22 SB    |
| 4 x 400 metros        | Estados Unidos · Jessica Beard · Brandi Cross · Sa'de Williams · Nicole Leach       | 3:29.01 WJL | Nigéria · Folashade Abugan · Ajoke Odumosu · Joy Eze · Sekinat Adesanya | 3:30.84 AJ  | Jamaica · Latoya McDermott · Sherene Pinnock · Sonita Sutherland · Kaliese Spencer | 3:31.62 SB  |
| Salto em altura       | Svetlana Radzivil · Uzbequistão                                                     | 1.91 NJ     | Zheng Xingjuan · China                                                  | 1.88        | Annett Engel · Alemanha · Yekaterina Yevseyeva · Cazaquistão                       | 1.84        |
| Salto com vara        | Zhou Yang · China                                                                   | 4.30 PB     | Tina Šutej · Eslovénia                                                  | 4.25 NJ     | Vicky Parnov · Austrália                                                           | 4.20        |
| Salto em distância    | Rhonda Watkins · Trindade e Tobago                                                  | 6.46        | Anika Leipold · Alemanha                                                | 6.42        | Zhang Yuan · China                                                                 | 6.41        |
| Salto triplo          | Kaire Leibak · Estónia                                                              | 14.43 WJL   | Sha Li · China                                                          | 14.01 PB    | Liliya Kulyk · Ucrânia                                                             | 14.01 PB    |
| Arremesso de peso     | Melissa Boekelman · Países Baixos                                                   | 17.66 PB    | Denise Hinrichs · Alemanha                                              | 17.35       | Irina Tarasova · Rússia                                                            | 17.11 PB    |
| Disco                 | Dani Samuels · Austrália                                                            | 60.63 WJL   | Pan Saili · China                                                       | 57.40 SB    | Tan Jian · China                                                                   | 56.09       |
| Martelo               | Bianca Perie · Roménia                                                              | 67.38 CR    | Anna Bulgakova · Rússia                                                 | 65.73       | Hao Shuai · China                                                                  | 64.26       |
| Dardo                 | Sandra Schaffarzik · Alemanha                                                       | 60.45 CR    | Vira Rebryk · Ucrânia                                                   | 57.79 NJ    | Marharyta Dorozhon · Ucrânia                                                       | 57.68 PB    |
| Heptatlo              | Tatyana Chernova · Rússia                                                           | 6227 WJL    | Ida Marcussen · Noruega                                                 | 6020 NJ     | Yana Panteleyeva · Rússia                                                          | 5979        |

## Quadro de medalhas
| Quadro de medalhas |                   |      |       |        |       |
| #                  | País              | Ouro | Prata | Bronze | Total |
| 1                  | Quénia            | 6    | 7     | 2      | 15    |
| 2                  | China             | 5    | 5     | 7      | 17    |
| 3                  | Estados Unidos    | 4    | 5     | 2      | 11    |
| 4                  | Rússia            | 4    | 3     | 3      | 10    |
| 5                  | Estónia           | 4    | 0     | 0      | 4     |
| 6                  | Jamaica           | 2    | 1     | 5      | 8     |
| 7                  | Etiópia           | 2    | 1     | 1      | 4     |
| 8                  | Austrália         | 2    | 0     | 1      | 3     |
| 9                  | Bulgária          | 2    | 0     | 0      | 2     |
| 9                  | Trindade e Tobago | 2    | 0     | 0      | 2     |
| 11                 | Alemanha          | 1    | 2     | 2      | 5     |
| 12                 | França            | 1    | 2     | 0      | 3     |
| 13                 | Roménia           | 1    | 1     | 1      | 3     |
| 14                 | Grã-Bretanha      | 1    | 0     | 4      | 5     |
| 15                 | Polónia           | 1    | 0     | 1      | 2     |
| 16                 | Argentina         | 1    | 0     | 0      | 1     |
| 16                 | Croácia           | 1    | 0     | 0      | 1     |
| 16                 | Moldávia          | 1    | 0     | 0      | 1     |
| 16                 | Países Baixos     | 1    | 0     | 0      | 1     |
| 16                 | África do Sul     | 1    | 0     | 0      | 1     |
| 16                 | Uzbequistão       | 1    | 0     | 0      | 1     |
| 22                 | Canadá            | 0    | 2     | 0      | 2     |
| 22                 | Noruega           | 0    | 2     | 0      | 2     |
| 24                 | Ucrânia           | 0    | 1     | 5      | 6     |
| 25                 | Marrocos          | 0    | 1     | 1      | 2     |
| 26                 | Brasil            | 0    | 1     | 0      | 1     |
| 26                 | Cuba              | 0    | 1     | 0      | 1     |
| 26                 | Equador           | 0    | 1     | 0      | 1     |
| 26                 | Egito             | 0    | 1     | 0      | 1     |
| 26                 | Finlândia         | 0    | 1     | 0      | 1     |
| 26                 | Hungria           | 0    | 1     | 0      | 1     |
| 26                 | Israel            | 0    | 1     | 0      | 1     |
| 26                 | Irã               | 0    | 1     | 0      | 1     |
| 26                 | Nigéria           | 0    | 1     | 0      | 1     |
| 26                 | Arábia Saudita    | 0    | 1     | 0      | 1     |
| 26                 | Eslovénia         | 0    | 1     | 0      | 1     |
| 37                 | Bahrein           | 0    | 0     | 2      | 2     |
| 37                 | Japão             | 0    | 0     | 2      | 2     |
| 39                 | Grécia            | 0    | 0     | 1      | 1     |
| 39                 | Cazaquistão       | 0    | 0     | 1      | 1     |
| 39                 | Nova Zelândia     | 0    | 0     | 1      | 1     |
| 39                 | Eslováquia        | 0    | 0     | 1      | 1     |
| 39                 | Sudão             | 0    | 0     | 1      | 1     |
| 39                 | Uganda            | 0    | 0     | 1      | 1     |